# ظاهر (اسلام)
ظاهر در اصطلاح اسلامی به برداشت ظاهری از معنای قرآن گفته می‌شود. ظاهر نقطه مقابل باطن است که فهم و دانش قرآن را در انحصار افراد ویژه‌ای برمی‌شمارد. از دیدگاه شیعیان، این افراد چهارده معصوم هستند.
سلام ، ظاهر و باطن به هیچ مکتب و مذهبی ارتباط ندارد .
ظاهر ( جهان امروز) است که باطن (جان) عامل حرکت آن است .
ظاهر پیشرفت باطن را پیشگویی می‌کند ، این پیشرفت را در موجودات فضایی می‌بیند در صورتیکه خود آنرا دارد نام آنرا خود جان (باطن) گذاشته است .
ظاهر از ابتدای خلقت با تصورات اشتباه ظهور کیهان تصادفی و انفجار بزرگ و خود بخود بوجود آمدن و .... نظریه پردازی کرده است .
ظاهر هیچ اطلاعی از باطن خود ندارد آنرا الکترون میداند در صورتیکه باطن بسیار هوشمند و آگاه است ، بدون زمان و مکان ظهور ظاهر را توسط خالق خود که مطلق است بوجود آورده است که در ظاهر همه چیز شبیه یک افسانه است .
افسانه و خرافات و .... بر سر زبانها افتاده است کار باطن است هر چه در ظاهر هست و نیست درست است تکامل ظاهر است که کاملاً طبیعی است ، تکامل از ریز تا درشت است مثل محیط و هوا و فضا و خلأ و ..... ظاهر نام گذاری کرده است .
ظاهر یقین دارد باطن او خیلی از خود گذشتگی نشان داده است تا ظاهر به آن برسد که متأسفانه ظاهر از باطن خود چیز زیادی نمی‌داند .
باطن بسیار هوشمند و آگاه و قدرتمند است که اکوسیستم زیست محیطی آن ظاهر را به شگفتی وا داشته است .
باطن مطلق است و از خالق مطلق خود پیروی می‌کند ، بدون زمان و مکان جابجایی اجسام جامد توسط باطن صورت می‌گیرد که برای ظاهر حیرت‌انگیز است .
ظاهر (جسم) خیلی تلاش می‌کند به باطن خود برسد نام آنرا عشق گذشته است که حتی بخاطر باطن آنرا از دست داده است که علت مرگ هنوز که هنوز است مشخص نشده است .
ظاهر (جسم) و باطن (جان) مبحثی است که ابتدا و انتهایی ندارد پس اطلاع رسانی یک وظیفه است .
خدا جان نگهدار همنوعان جان در جهان الهی آمین با سپاس فراوان از شما فدایی تک تک مردم خوب و نازنین جهان مونتاژ کار کیهان حقیقی در کیهان مجازی اصغر سمیعی .